# Andrea Kobetić
Andrea Kobetić, née Andrea Penezić le 13 novembre 1985 à Zagreb en Croatie, est une handballeuse internationale croate évoluant au poste d'arrière gauche. 
Elle a été nommée à deux reprises à l'élection de meilleure handballeuse de l'année par la Fédération internationale de handball (IHF), en 2011 et en 2012.

## Palmarès

### En club
compétitions internationales
- vainqueur de la coupe EHF en 2019 (avec Siófok KC)
  - finaliste en 2021
- finaliste de la Ligue des champions (1) : 2017 (avec le Vardar Skopje)
- troisième de la Ligue des champions (2) : 2015 et 2016 (avec le Vardar Skopje)
- demi-finaliste de la Ligue des champions (1) : 2013 (avec le RK Krim)

compétitions régionales
- vainqueur de la Ligue régionale des Balkans (1) en 2009 (avec ŽRK Podravka Koprivnica)

compétitions nationales
- championne de Croatie (2) en 2009 et 2010 (avec ŽRK Podravka Koprivnica)
- vainqueur de la coupe de Croatie (2) en 2009 et 2010 (avec ŽRK Podravka Koprivnica)
- championne de Slovénie (4) en 2011, 2012, 2013 et 2014 (avec le RK Krim)
- vainqueur de la coupe de Slovénie (3) en 2011, 2012 et 2013 (avec le RK Krim)
- championne de Macédoine (4) en 2015, 2016, 2017 et 2018 (avec ŽRK Vardar Skopje)
- vainqueur de la coupe de Macédoine (4) en 2015, 2016, 2017 et 2018 (avec ŽRK Vardar Skopje)

### En équipe nationale
Championnats du monde
- 7e place au championnat du monde 2011 au Brésil

Championnats d'Europe
- 6e place au Championnat d'Europe 2008
- 9e place au Championnat d'Europe 2010
- 13e place au Championnat d'Europe 2012

Jeux olympiques
- 7e place aux Jeux olympiques de 2012

Jeux méditerranéens
- médaille de bronze aux Jeux méditerranéens de 2005

### Récompenses individuelles
- Nommée à l'élection de meilleure handballeuse de l'année en 2011 et 2012.
- Élue meilleure arrière gauche du championnat du monde 2011[3]
- Élue handballeuse croate de l'année (9) : 2008, 2009, 2010, 2011, 2012, 2013, 2014, 2017, 2018
- Élue meilleure joueuse du Championnat de Slovénie en 2012